# Catunga Pereira
Catalina Pereira Aranda (Ybycuí; 13 de febrero de 1942-Asunción; 26 de febrero de 2023), más conocida como Catunga, fue una guitarrista, vocalista y directora de orquesta paraguaya, referente del rock de Paraguay, donde contaba con una extensa trayectoria. 

## Biografía y trayectoria
Vivió en Ybycuí, Concepción, Buenos Aires y Asunción, donde estudió guitarra becada en la Escuela de Bellas Artes y luego se perfeccionó con maestros particulares. Fue integrante de las bandas Trío las Luqueñas, Generación de Villa Hayes, Los hermanos Roa entre otras.
Además de la guitarra, su instrumento principal, ejecutó también la batería, el órgano y el bajo. En la década de los 70, fundó las orquestas Estrellas Femeninas del Jazz y California Superstar, conformados por mujeres en su totalidad. Estas dos agrupaciones son recordadas por ser las primeras en desafiar los mandatos de género de ese tiempo respecto a la participación de la mujer en la música durante la época de la dictadura de Stroessner.

## Discografía
Las inoxidables - año 2015. Grabado por Catbox audio

## Composiciones
Fue la autora de las canciones Hoy y siempre, Un sueño y nada más, Volverás otra vez, Verano feliz  y Mi amor por ti no cambiará entre otras.

## Presentaciones
Entre las décadas de los 60 y 90 durante sus giras con diferentes bandas musicales, actuó en festivales de Bolivia, Argentina, Brasil y Uruguay
En las actividades de conmemoración por el Día Internacional de la Eliminación de la Violencia contra la Mujer, California Superstar se presentó con temas del cancionero popular paraguayo.
En 2019, con California Superstar continuó actuando en bares de Asunción y eventos nocturnos junto a Reina Basaldua, Pamela Redentora, Lucero Olazar y Noemí Velázquez. Sus shows integran ritmos como cumbia, rock, polca, guarania, chamamé y bolero.